# Moulin de la Galette
Moulin de la Galette je jediný větrný mlýn v provozuschopném stavu v Paříži. Nachází se na Montmartru v 18. obvodu. Mlýn je možné spatřit z ulice Rue Lepic. Kdysi zde byl slavný kabaret. Dnes se nachází v soukromém vlastnictví a není veřejnosti přístupný. Na pozemku se nachází stejnojmenná restaurace a tzv. Severní milník.

## Historie
Dnešní mlýn Galette se vlastně skládá ze dvou starších mlýnů: Blute-fin a Radet. Jméno Blute-fin pochází od slovesa bluter (prosívat). Mlýn je zmíněn poprvé v roce 1622 jako moulin du palais (palácový mlýn) a častokrát byl přestavěn. V roce 1809 jej získala rodina Debray na výrobu mouky. Nesloužil ale jen k mletí obilí, používal se i k lisování hroznů nebo jako drtič různých materiálů. V roce 1870 majitel Nicolas-Charles Debray připojil k mlýnu tančírnu, kterou v roce 1895 nazval Moulin de la Galette. Galette je označení pro slanou palačinku původem z Bretaně, které se zde servírovaly. Po druhé světové válce sloužil krátce (do roku 1966) jako televizní a rozhlasové studio.
Mlýn Radet byl postaven v roce 1717 a v 60. letech 18. století byl kompletně přestavěn. V roce 1834 byl přeměněn na hostinec a později byl připojen k „Moulin de la Galette“. Sdružení přátel starého Montmartru (Les Amis du Vieux Montmartre) zachránilo stavbu v roce 1915 před demolicí.
Mlýn byl 5. července 1958 zapsán mezi historické památky. V roce 1978 byl sice restaurován, ale není v provozu. V říjnu 2001 byly rekonstruovány lopatky mlýna.

## Mlýn v umění
Stavba se objevila na několika obrazech významných malířů, jako byli Auguste Renoir, Vincent van Gogh, Pablo Picasso, Henri de Toulouse-Lautrec, Kees van Dongen nebo Maurice Utrillo. V roce 1899 pořídil fotografii mlýna fotograf Eugène Atget.

Renoir: Bal du moulin de la Galette (1876)
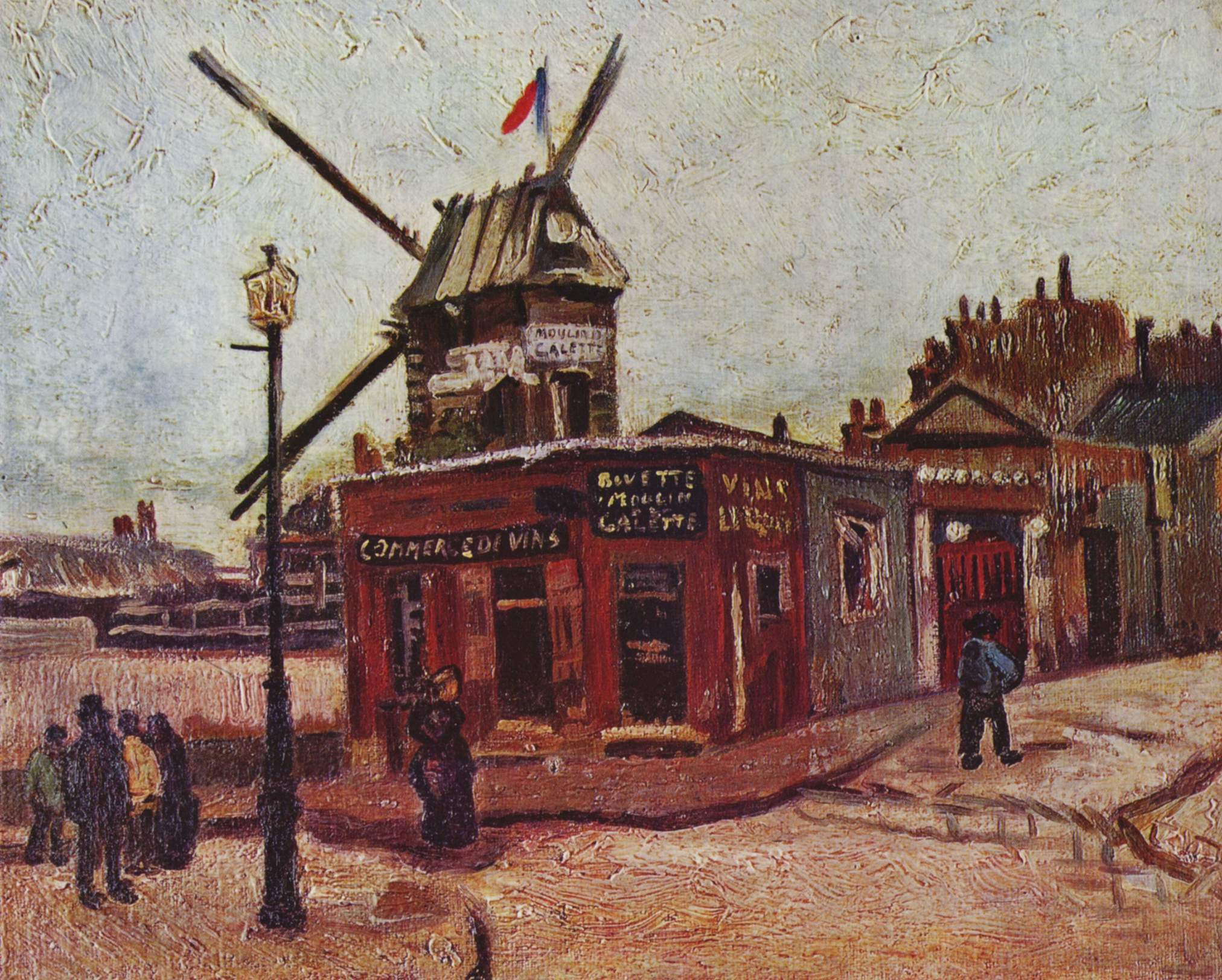
Van Gogh: Le Moulin de la Galette (1886)
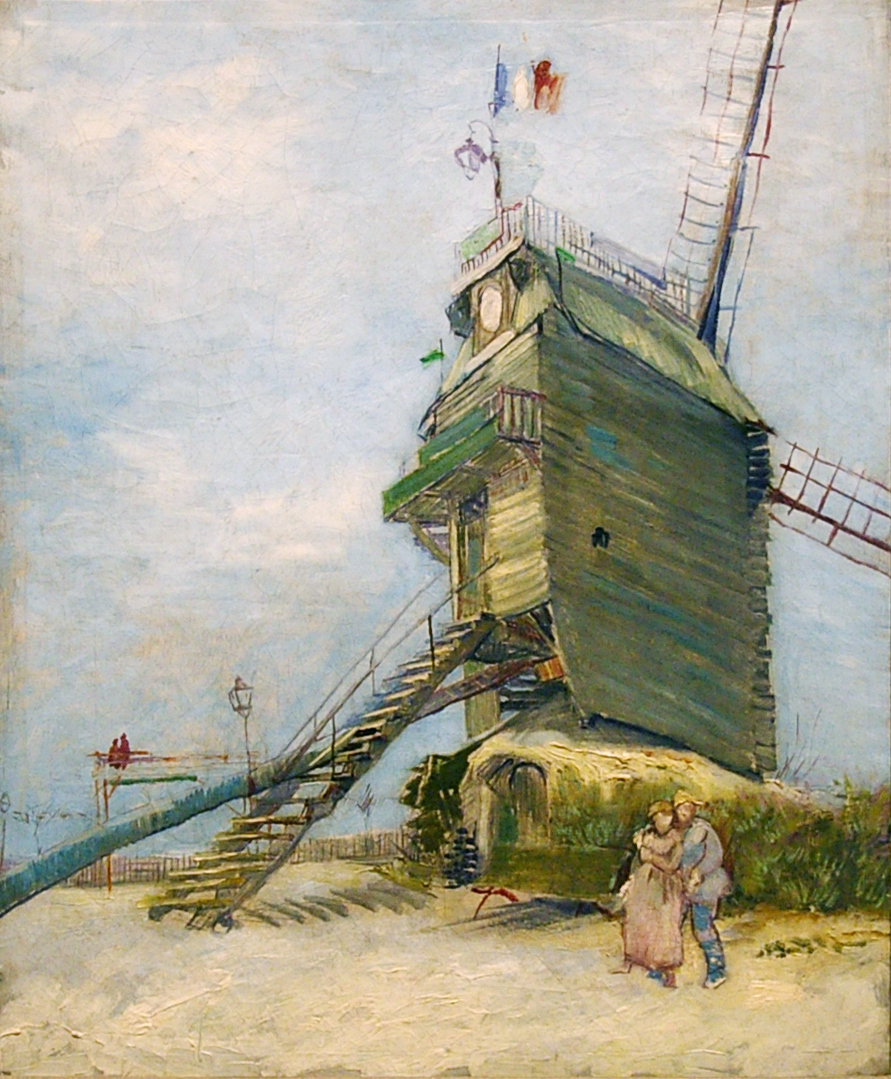
Van Gogh: Le Moulin de la Galette (1886)
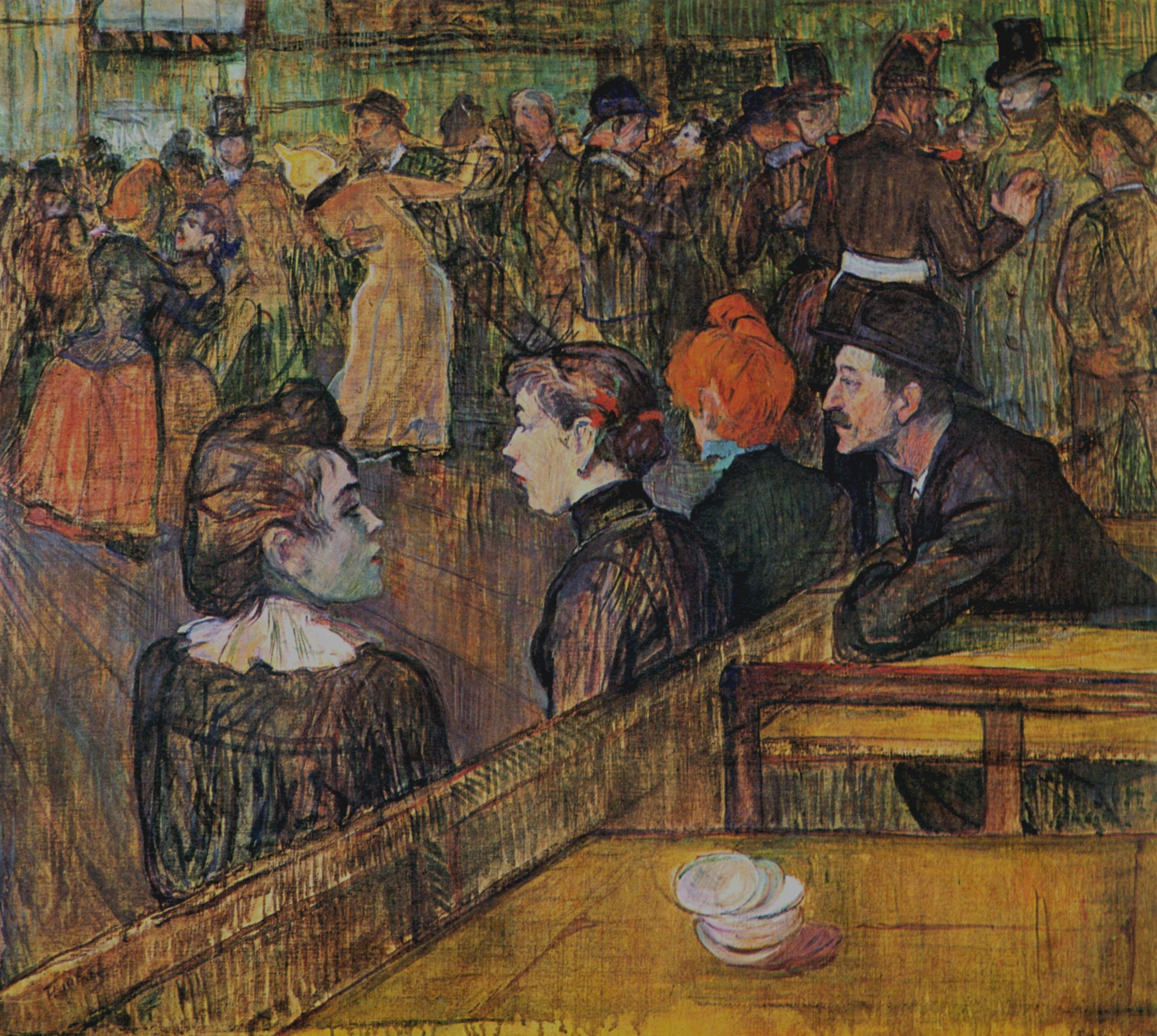
Toulouse-Lautrec: Au bal du Moulin de la Galette (1889)
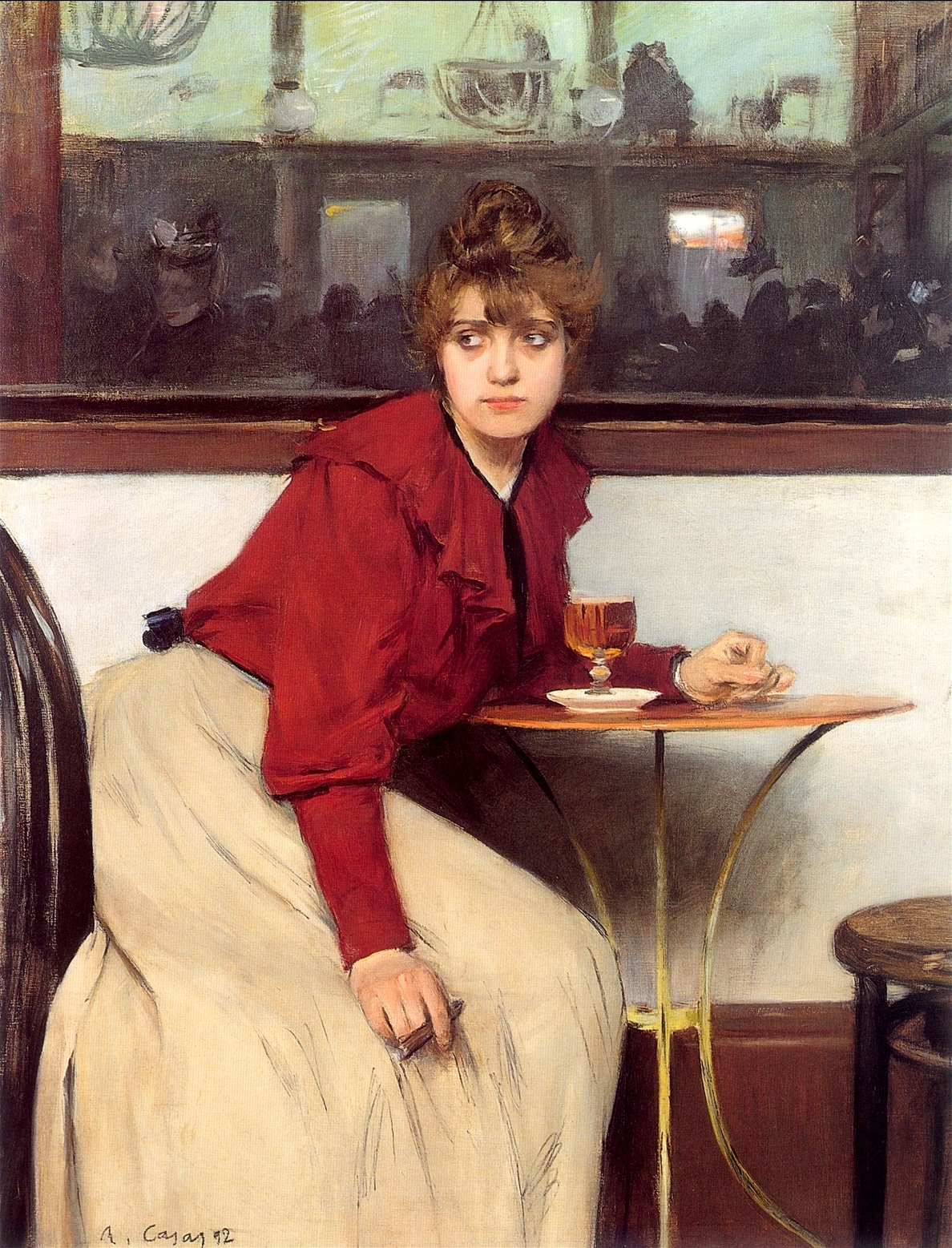
Ramon Casas: Au Moulin de la Galette (1890-1891)